# 新禿鷹屬
新禿鷹（學名：Neogyps）是一種已滅絕的單型屬鳥類，雖然分類上屬舊大陸禿鷲但分布於美洲，化石在北美西部發現，包括在南加州的拉布雷亞瀝青坑，其年代可追溯到更新世晚期。 一些形態特徵表明新禿鷹與胡兀鷲亞科有親緣關係。